# Minnewaukan
Minnewaukan er en amerikansk by og administrativt centrum for det amerikanske county Benton County i staten North Dakota. I 2000 havde byen et indbyggertal på 318.
48°04′N 99°15′V / 48.07°N 99.25°V